# Річард Аркрайт
Рі́чард А́ркрайт (англ. Richard Arkwright, *23 грудня 1732 — †3 серпня 1792) — англійський підприємець, використав винахід англійського механіка Томаса Гайса, одержав патент (1769) на ватермашину (прядильну машину з приводом від водяного колеса) і широко застосував її у виробництві. Організував у 1771 перші прядильні фабрики, у 1790 установив на фабриці парову машину. Вважається засновником сучасної текстильної промисловості.

## Біографія
Річард Аркрайт народився 23 грудня 1732 в Престоні, Ланкашир; був молодшим з 13 дітей. Його батьки, Сара і Томас були дуже бідні і не могли дозволити собі навчати Річарда в школі. Натомість його кузина Еллен навчила його читанню та письму. Томас Аркрайт був кравцем, але Річарда віддали в учні до містера Ніколсона, цирульника в сусідньому місті Кіркхем. Таким чином, Річард почав свою кар'єру як цирульник та перукар, відкривши цирульню у Болтоні на початку 1750-х рр.
У 1755 Аркрайт вперше одружився, з Пейшенс Голт. В тому ж році у них народився син, Річард Аркрайт-молодший. У 1756 Пейшенс померла через невідому причину. Пізніше, у 1761, Аркрайт одружився з Маргарет Біггінз (Margaret Biggins). Подружжя мало трьох дітей, з яких тільки дочка Сюзанна дожила до дорослого віку. Саме після смерті першої дружини Аркрайт став підприємцем. Також у Аркрайта була коханка на прізвище Годжкінсон, але її ім'я невідоме. Припускають, що її звали Ада, бо саме таке ім'я мала жінка з новели Маргарет Аркрайт «Cotton Arkwright». У Аркрайта і Годжкінсон був позашлюбний син Вільям. До нашого часу дожили нащадки як Річарда Аркрайта-молодшого, так і нащадки роду Аркрайт-Годжкінсонів.

## Винайдення ватермашини
Аркрайт цікавився прядильними машинами, які переробляли бавовну на нитки і в 1768 він та Джон Кей, годинникар, переїхали до Ноттінгему — текстильного центру Великої Британії. У 1769 Аркрайт винайшов ватермашину та зареєстрував на неї патент. Ця машина виробляла міцне прядиво для основи тканини, замінивши людські пальці металевими циліндрами. Цей винахід дав можливість виробляти недорогу пряжу для подальшого виробництва бавовняної тканини; це стало основою для подальшого розвитку бавовняної промисловості. Аркрайт і Джон Смоллі відкрили невелику фабрику в Ноттінгемі. Для залучення додаткового капіталу на розширення виробництва Аркрайт уклав партнерські відносини з Джедедаєю Страттом та Семюелем Нідом, заможними трикотажними промисловцями. У 1771 партнери збудували у Кромфорді перше у світі прядильне підприємство, де як двигуни використовувалися водяні колеса. Аркрайт витратив 12 000 фунтів стерлінгів на удосконалення своєї машини. Аркрайт повністю механізував процеси підготовки та прядіння і навіть почав відкривати підприємства в інших регіонах. Його успіх надихнув інших на копіювання його машини, тому Аркрайт був змушений прикладати зусиль для захисту свого патенту, який він отримав у 1775. Його ватермашина спричинила значний технологічний прорив у порівнянні з тогочасною прядильною машиною «Дженні» Джеймса Гарґрейвса.
Незабаром Аркрайт повернувся до рідного графства і взяв в оренду фабрику в Чорлі, що дало поштовх до зростання і розвитку містечка, яке пізніше стало одним з найважливіших та найбільш індустріалізованих міст Промислової революції.
На 1774 фірма Аркрайта мала 600 працівників; у наступні п'ять років вона розширилася. Аркрайта запросили до Шотландії, де він допоміг заснувати бавовняну промисловість. Однак у 1779 під час повстання «руйнівників машин» його велика фабрика в Біркакрі, Ланкашир, була зруйнована. У 1775 Аркрайт отримав великий патент на більшість процесів, який, як він сподівався, дасть йому монополію над галуззю промисловості, яка швидко розвивалася, але громадська думка Ланкаширу ворожо ставилася до ексклюзивних патентів. У 1781 Аркрайт намагався підтвердити свій монопольний патент 1775, але зазнав невдачі. Справа дуже довго розглядалася в суді, але нарешті у 1785. вирішилася не на користь промисловця, на основі того, що специфікація його машини була недосконалою і що він запозичив ідею у майстра Томаса Гайса.
Аркрайт також відкрив іншу фабрику, Массон-мілл. Будівля фабрики була зроблена з червоної цегли, досить дорогої на той час. У середині 1780-х рр. Аркрайт втратив більшість своїх патентів, коли суд визнав їх копіями чужик робіт. Попри це йому у 1786 було надано лицарський титул, що дозволило називатися сером, а в 1787 Аркрайт став шерифом графства Дербішир.
З Аркрайтом було важко працювати, бо він був агресивною та самовпевненою людиною. Він викупив частки своїх партнерів та збирався побудувати фабрики в Манчестері, Матлоку, Баті, Нью-Ланарку (в партнерстві з Девідом Дейлом) та в інших містах.
Незважаючи на патент, прядильна машина Аркрайта була скопійована німцем Йоганном Ґотфрідом Брюгельманном, що дало початок промисловій революції на європейському континенті. З 1790 р. він перебудував свої прядильні машини під парові двигуни. Окрім прядильної машини, Аркрайт винайшов ще декілька революційних пристроїв та верстатів, які підвищили ефективність текстильного виробництва.
Досягнення Аркрайта здобули визнання; він став шерифом графства Дербішир та отримав лицарський титул у 1786. Його багатство у великій мірі залежало від ліцензування його інтелектуальних прав; близько 30000 людей працювали на фабриках, які використовували патент Аркрайта. Він помер 3 серпня 1792 р. у Віллерслі-касл, маєтку, який він збудував для нагляду за своїми фабриками у Кромфорді, залишивши після себе капітал у 500 000 фунтів стерлінгів. Його поховали у церкві св. Егідія у Матлоку, але пізніше останки було перенесено до церкви св. Марії в Кромфорді.
Товариство Аркрайта, засноване після 200-річчя Кромфордської фабрики, наразі володіє територією фабрики та працює над збереженням індустріальної спадщини регіону.

## Винаходи
Річард Аркрайт був помічником Томаса Гайса і тому існують серйозні підстави вважати винахідником ватермашини Гайса, а не Аркрайта. Однак, через брак коштів, Гайсу не вдалося запатентувати чи розвинути свій винахід. Гайс, якому також приписували винахід прядильної машини «Дженні» за кілька років до Джеймса Гарґрейвса, сам, можливо, запозичив свою ідею прядильної машини від винаходів Джона Вайта та Льюїса Пола у 1730-х та 1740-х рр.
У машині Аркрайта використовувався безперервний ряд непарних обертових циліндрів, які оберталися на підвищеній швидкості, формуючи рівницю.